# Слєзак Степан
Степан Слєзак — український авіаконструктор, інженер. Один із творців летунства (авіації) Української Галицької Армії, поручик. Голова спортового товариства «Україна» в 1925—1926 роках.

## Життєпис
Конструктор гідропланів за часів Австро-Угорщини.
1918 року сформовано Галицький літунський відділ. Його головний аеродром був в Красному недалеко від Львова. Там було летовище, доволі добра злітна смуга, ангари, верстати для ремонту літаків, склади для авіапального, казарми для сотень, майстерні для механіків і слюсарів, з добрими деревообробними і токарними верстатами. Ці майстерні очолив поручик Степан Слєзак. Він організував до роботи фахівців-механіків, що їздили навіть до Відня аби укомплектувати та ремонтувати літаки.
1919 року летунський відділ УГА складався вже з трьох летунських сотень, а в Красному розташовувалася 2-га сотня.
У 1925—1926 роках був головою спортового товариства «Україна», пропонував створити секцію гаківки (хокею).